# Quincy Owusu-Abeyie
Pour les articles homonymes, voir Owusu.
Quincy James Owusu-Abeyie est un footballeur ghanéen né le 15 avril 1986 à Amsterdam (Pays-Bas).

## Biographie
Après neuf années passées au centre de formation de l'Ajax Amsterdam, il s'engage en septembre 2002 avec le club anglais d'Arsenal.
Il a fait ses débuts en équipe première en League Cup contre Rotherham United Football Club le 28 octobre 2003 (1-1). 
Il a aussi profité de son passage à Arsenal pour jouer son premier match de coupe de l'UEFA le 7 décembre 2004 à l'âge de 18 ans contre Rosenborg BK (victoire 5-1).
À cause de son inconstance et de la concurrence à son poste (recrutement de Emmanuel Adebayor et émergence de Theo Walcott), il ne parvient pas à s'imposer et s'engage au mercato d'hiver 2006 pour le club russe du Spartak Moscou pour £1,45m.
Après une année en Russie, il est prêté en 2e division espagnole au Celta Vigo. Il joue une vingtaine de matchs, dont la moitié en tant que remplaçant, mais ne reste pas en Espagne. En août 2008, il est prêté à Birmingham, en Championship. Le 13 août, il y marque son 1er but en League Cup contre Wycombe Wanderers. En janvier 2009, il est de nouveau prêté, cette fois-ci à Cardiff City.
En janvier 2010, il est prêté cette fois à Portsmouth.
Cet attaquant est très souvent comparé à Dennis Bergkamp, tant son altruisme est un des traits de sa façon de jouer. Aujourd'hui, il s'affirme un peu plus au poste d'ailier.
Il entame la saison 2010-2011 avec le club du Málaga CF et marque un but dès la 2e journée et offre également une passe décisive. Ce qui lui permettra de figurer dans le meilleur onze de la semaine en Liga. À la suite d'un mauvais comportement[réf. nécessaire], Málaga CF ne lève pas l'option d'achat sur le joueur. En juillet 2011, il est prêté  au Panathinaïkos, pour toute la saison, où il retrouvera comme entraîneur Jesualdo Ferreira qu'il a connu à Málaga CF.

## Carrière internationale
Après avoir évolué dans toutes les équipes de jeunes des Pays-Bas depuis l'âge de 15 ans, il a choisi la nationalité sportive ghanéenne en 2007 et a été sélectionné pour jouer la CAN 2008.
Il a ensuite participé à l'épopée jusqu'en quarts de finale lors de la Coupe du monde 2010.

## Palmarès

### en club
- Arsenal FC
  - Vainqueur de la FA Cup : 2005
- Spartak Moscou
  - Vice-champion de Russie : 2006, 2007